# Yen Press
Yen Press, LLC – amerykański wydawca mangi i light novel. Firma publikuje przekłady tytułów wydanych w języku japońskim.
Przedsiębiorstwo zostało założone w 2006 roku.